# Marcin Kamiński (labdarúgó)
Marcin Kamiński (Konin, 1992. január 15. –) lengyel válogatott labdarúgó, jelenleg a Lech Poznań játékosa. Posztját tekintve belsővédő.

## Pályafutása

### Klubcsapatban
Labdarúgó pályafutását a Lech Poznań utánpótlás csapataiban kezdte.
a felnőtt csapatban 2009-ben mutatkozhatott be. 2010-ben bajnoki címet szerzett a Lech színeiben.

### A válogatottban
Utánpótlásszinten az U19-es válogatottban lépett pályára.
A lengyel válogatottban 2011. december 16-án debütált egy Bosznia-Hercegovina elleni barátságos mérkőzésen.
Az Európa-bajnoki keretszűkítést követően a szövetségi kapitány Franciszek Smuda nevezte őt a 2012-es Eb-re készülő 23 fős keretébe.

## Sikerei, díjai
Lech Poznań
- Ekstraklasa: győztese, 2009–10